# Публий Попилий Ленат
Публий Попилий Ленат (на латински: Publius Popillius Laenas) e политик на Римската република през 2 век пр.н.е.
Произлиза от плебейската фамилия Попилии. Син е на Гай Попилий Ленат (консул 172 и 158 пр.н.е.). Племенник е на Марк Попилий Ленат (консул 173 пр.н.е.) и братовчед на Марк Попилий Ленат (консул 139 пр.н.е.).
През 132 пр.н.е. e избран за консул заедно с Публий Рупилий. Същата година строи пътя Виа Попилия в Кампания от Капуа до Региум.